# 30304 Denisvida
30304 Denisvida este o planetă minoră (asteroid) din centura de asteroizi. A fost descoperită pe 27 aprilie 2000 la Stația Anderson Mesa de Lowell Observatory Near-Earth-Object Search. 
Obiectul prezintă o orbită caracterizată de o semiaxă mare de 2,5268309 UAi, o excentricitate de 0,1, o înclinație de 14,40421 ° în raport cu ecliptica.